# ExifTool
ExifTool ist eine freie Software zum Auslesen, Schreiben und Bearbeiten von Metadaten zu Bild-, Audio- und Videodateien. Es ist plattformunabhängig und sowohl als Perl-Bibliothek (Image::ExifTool) als auch als Kommandozeilenanwendung erhältlich. ExifTool wird üblicherweise in verschiedene Arten digitaler Arbeitsabläufe integriert und unterstützt viele Typen von Metadaten, einschließlich Exif, IPTC, XMP, JFIF, GeoTIFF, ICC-Profile, Photoshop IRB, FlashPix, AFCP und ID3, sowie die herstellerspezifischen Metadatenformate vieler Digitalkameras.
Es ist als Freie Software unter den Bedingungen von Version 1 oder späteren der GNU General Public License (GPL) auch im Quelltext verfügbar.
Der Web-Bilderdienst Flickr nutzt ExifTool zum Parsen der Metadaten hochgeladener Bilder.

## Meta Information Encapsulation
ExifTool implementiert sein eigenes, offenes Metadatenformat. Es wurde für das Zusammenfassen von binären oder textförmigen Metainformationen aus vielen Quellen und das Bündeln mit Dateien beliebigen Typs entworfen. Es kann eine einzelne Datei sein, existierende Daten einschließen, oder als Filialdatei verwendet werden und beispielsweise Exif- oder XMP-Metadaten enthalten.